# کارامو براون
کارامو براون (به انگلیسی: Karamo Brown) (متولد ۲ نوامبر ۱۹۸۰) یک مجری تلویزیون آمریکایی، شخصیت برنامه‌های تلویزیون واقع‌نما، نویسنده و فعال اجتماعی است. براون کار خود را در سال ۲۰۰۴ در برنامه تلویزیون واقع‌نمای MTV «دنیای واقعی: فیلادلفیا» به عنوان اولین بازیگر سیاهپوستی که همجنسگراییاش را آشکار کرده‌است، آغاز کرد. وی در حال حاضر به عنوان کارشناس فرهنگی در سریال کوئیر آی در نتفلیکس بازی می‌کند.